# Claudia Suárez
Claudia Paola Suárez Fernández (Mérida; 16 de mayo de 1987) es una modelo, reina de belleza y presentadora de televisión venezolana, conocida por su participación en varios certámenes internacionales entre los cuales se encuentran el Miss Mundo 2007.

## Biografía
De padres argentinos radicados en la ciudad de Mérida, nace en 1987 en dicha ciudad. En 1999, se radica en Argentina y regresa a Venezuela por invitación de Osmel Sousa quien la invitó al mundo del modelaje, representando al estado de Mérida en el certamen Miss Venezuela 2006 donde obtiene las bandas de Miss Elegancia y Miss World Venezuela, otorgándole este último título el derecho de representar a su país en el certamen Miss Mundo 2007, realizado en Sanya, China, donde clasifica entre las 16 semifinalistas. Suárez además fue la segunda finalista del certamen Miss Atlántico Internacional 2008, realizado en Punta del Este, Uruguay, el 26 de enero de 2008. Fue la presentadora de la sección de espectáculos de Noticias Globovisión hasta 2017.

## Títulos
- Miss Venezuela Mundo 2006 (Ganadora)
- Miss Mundo 2007 (semifinalista)
- Miss Atlántico Internacional 2008 (2.ª finalista)

## Trabajos en TV
| Año  | Programa                          | Canal       |            |
| ---- | --------------------------------- | ----------- | ---------- |
| 2015 | Noticias Globovision Espectáculos | Globovision | Conductora |
| 2012 | Lo Actual                         | Televen     | Conductora |
| 2011 | Somos Talento                     | Intercable  | Conductora |

## Controversias
Ha estado involucrada en investigaciones por desfalco de 1 millón de dólares a su país de origen, relacionado con el abogado y empresario Luis Mariano Rodríguez Cabello detenido en Argentina en el 2019, acusado de ser testaferro de la red que desfalcó 2.000 millones de dólares a PDVSA en la Banca Privada d'Andorra, regaló en 2010 a Claudia un apartamento de 950.000 dólares en el edificio Parque Residencial Campo de Oro de Caracas.